# Affaire Mark Tildesley
 (août 2017).
Mark Anthony Tildesley, né le 31 août 1976 et mort en 1984, est un jeune garçon de Wokingham dans le Berkshire, qui a été enlevé le 1er juin 1984 par un gang de pédophiles,.
Sorti pour se rendre dans une fête foraine, il ne donne pas de ses nouvelles. La police, prévenue, demande une heure de patience à la famille, attente qui sera fatale à la victime.
Ses assassins, dont certains récidivistes, ont été condamnés à la prison à vie.